# نوبار باشا

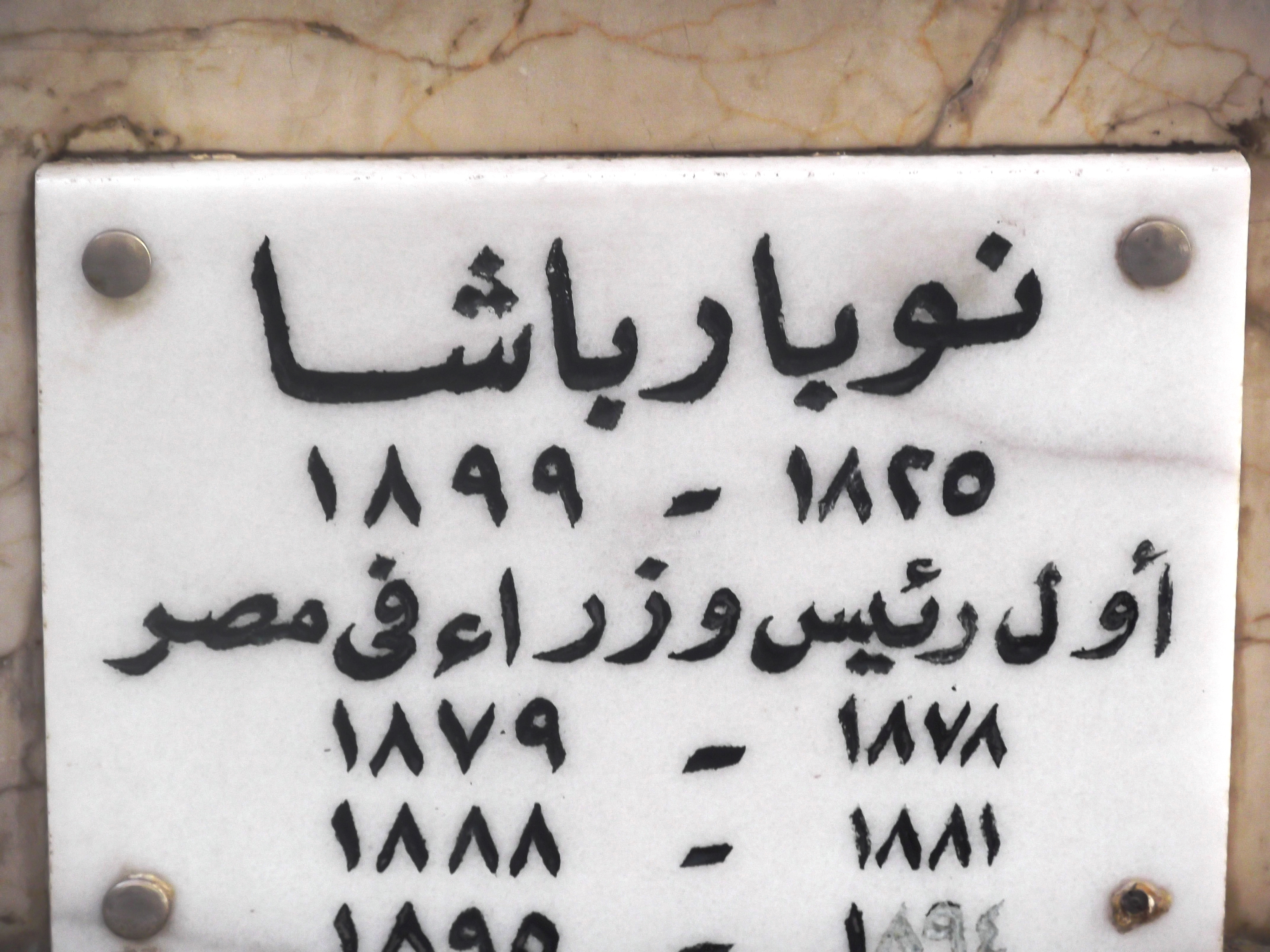

نوبار باشا (1240 هـ / 1825م - 1317 هـ / 1899م) أول رئيس لوزراء مصر. شغل هذا المنصب 3 مرات، الأولى كانت من 28 أغسطس 1878 وحتى 23 فبراير 1879. وكانت ثاني وزاراته من 10 يناير 1884 إلى 9 يونيو 1888. وآخر وزاراته كانت من 15 أبريل 1894 حتى 12 نوفمبر 1895.

## النشأة
ولد نوبار باشا في سميرنا بتركيا في 4 يناير 1825.
هاجر جده إلى إزمير بتركيا، وكان والده «مجرديتش نوباريان» معتمد أساسيا لمحمد علي باشا في الأناضول أثناء الحملة المصرية الأولى على سوريا (1831 – 1833)، وعُيِّن خلال الحملة الثانية عام 1839 معتمداً مصرياً في باريس، وطلبت السلطات المصرية من والده العودة إلى مصر أثناء وجوده بباريس ولكنه توفي قبل قدومه.
إلتحق نوبار باشا بمدرسة ابتدائية بمدينة جنيف السويسرية، وتزامل مع الأمير نابليون (الإمبراطور نابليون الثالث فيما بعد)، والتحق بمعهد سويريز، حيث درس هناك أربع سنوات (1836 - 1840).
دعاه خاله بوغوص بك يوسفيان للحضور لمصر حيث كان يشغل مركزاً مرموقاً لدى محمد علي بصفته وزيراً للتجارة والعلاقات الخارجية.
عقب حضوره لمصر وطدّ علاقته بالآستانة (تركيا) لما لها من دور فعّال في صنع القرار بمصر، فاستطاع مصاهرة أسرة كيفورك بك أرمينيان ذائعة الصيت، وكانت على صلة وثيقة بالباب العالي (السلطان العثماني) وساعده ذلك على القيام بمهام عديدة والحصول على عديد من الرتب والنياشين وتوثقت هذه العلاقة أكثر عن طريق أبراهام صهر نوبار، وكان مقرباً من السلطان عبد العزيز، وأصبح كيفورك كبير صرافيه، وقد حول الأخير زيارات الخديوي إسماعيل لإسطنبول.
أتقن اللغات الفرنسية والإنجليزية واليونانية والتركية، ولم يتقن اللغة العربية.

## التدرج الوظيفي
- عمل سكرتيراً لخاله بوغوص باشا ناظر (وزير) الأمور الخارجية.
- قام بأول عمل له في باريس عام 1842 بناء على تكليف من الحكومة المصرية.
- ألحق بمعية مترجمي خسرو باشا عامي (1843 - 1844) ومنح رتبة البكباشي (المقدم).
- عمل ترجماناً ثانياً لمحمد علي باشا عام 1844، وحصل على رتبة قائمقام (عقيد) عام 1846.
- مترجم لإبراهيم باشا أكتوبر عام 1847، ثم رقي لرتبة أميرالاي (عميد) عام 1849.
- أصبح باشترجماناً عام 1850.
- في عهد عباس الأول ذهب لإنجلترا عام 1850 لتسوية حقوق ورثة العرش بعد حدوث خلافات وتمكن من إنهائها.
- عينه عباس الأول مترجماً عام 1851، واستقال منها عام 1853.
- عاد للخدمة مرة أخرى عام 1853 بديوان التجارة للقيام بمأمورية خاصة ليكون وكيلاً للباشا (عباس الأول) في فيينا.
- عين سكرتيراً لسعيد باشا عام 1854، وتولّى تنظيم المرور العابر بين القاهرة والسويس عام 1854، ثم أحيل إلى التقاعد عام 1855.
- أعيد تعيينه مرة أخرى بالمعية عام 1856، ثم بمجلس القومسيون والياورات، ثم مديراً لمصلحة السكك الحديدية من عام 1857 إلى عام 1859.
- في عام 1861 عُين مترجماً للخديوي برتبة ثانية متمايزة، ثم رتبة فريق.
- مترجم للخديوي إسماعيل ثم فصل.
- نقل إلى ديوان الأشغال، ناظراً للأشغال العمومية عقب تأسيسها على يده عام 1864 وأسندت إليه إدارة السكك الحديدية، ولم يكن لها مدير خاص وظلت تابعة له حتى 9 يناير 1866.
- تولى مهام منصب ناظر الخارجية من 10 يناير 1866 إلى 6 يناير 1874، فنظارة المالية، ثم ناظراً للتجارة في سبتمبر 1875 حيث تأسست هذه النظارة في ذلك العام، وتولاها نوبار إلى جانب نظارة الخارجية، ثم ناظراً للخارجية مرة أخرى حتى يناير 1876 وفصل من الخدمة بسبب الخلافات بينه وبين الخديوي إسماعيل، وغادر مصر.
- رشحته أوروبا حاكماً عاماً لبلغاريا عام 1877، إلا أن اندلاع الحرب الروسية العثمانية في 27 إبريل 1877 حال دون تنفيذ ذلك.
- عندما تشكلت أول نظارة مسئولة برئاسة نوبار عام 1878 – وسميت بالنظارة الأوروبية نظراً لوجود وزيرين أوروبيين بها احتفظ فيها بنظارة الخارجية، خلال نظارته الأولى من (28 أغسطس 1878 إلى 19 فبراير 1879)، ثم خلال نظارته الثانية من (10 يناير 1884 إلى 7 يونيو 1888)، وخلال نظارته الثالثة (16 إبريل 1894 – 11 نوفمبر 1895).
- كانت وزارته الثانية، التي شكلت بعد الاحتلال، أولى الوزارات التي خضعت للهيمنة الإنجليزية، ولذلك كان عملها هو إخلاء السودان وضياع نصف الإمبراطورية المصرية.
- تولًى نظارته الثالثة في 16 أبريل 1894 بناء على ترشيح المعتمد البريطاني في مصر اللورد كرومر، وقد استسلم تماماً في هذه النظارة للنفوذ الإنجليزي.
- حدث خلاف بين نوبار وعباس الثاني بسبب رفض الأخير رجوع الخديوي الأسبق إسماعيل إلى مصر فسعى إلى التخلص من نوبار، وتمكن بمساعدة الإنجليز من التخلص منه عام 1895.
- بلغت حيازته من الأراضي الزراعية في مصر بمختلف أنواعها من عام 1852 إلى عام 1875 بعد خصم المبيع والمنقول 2060 فداناً.

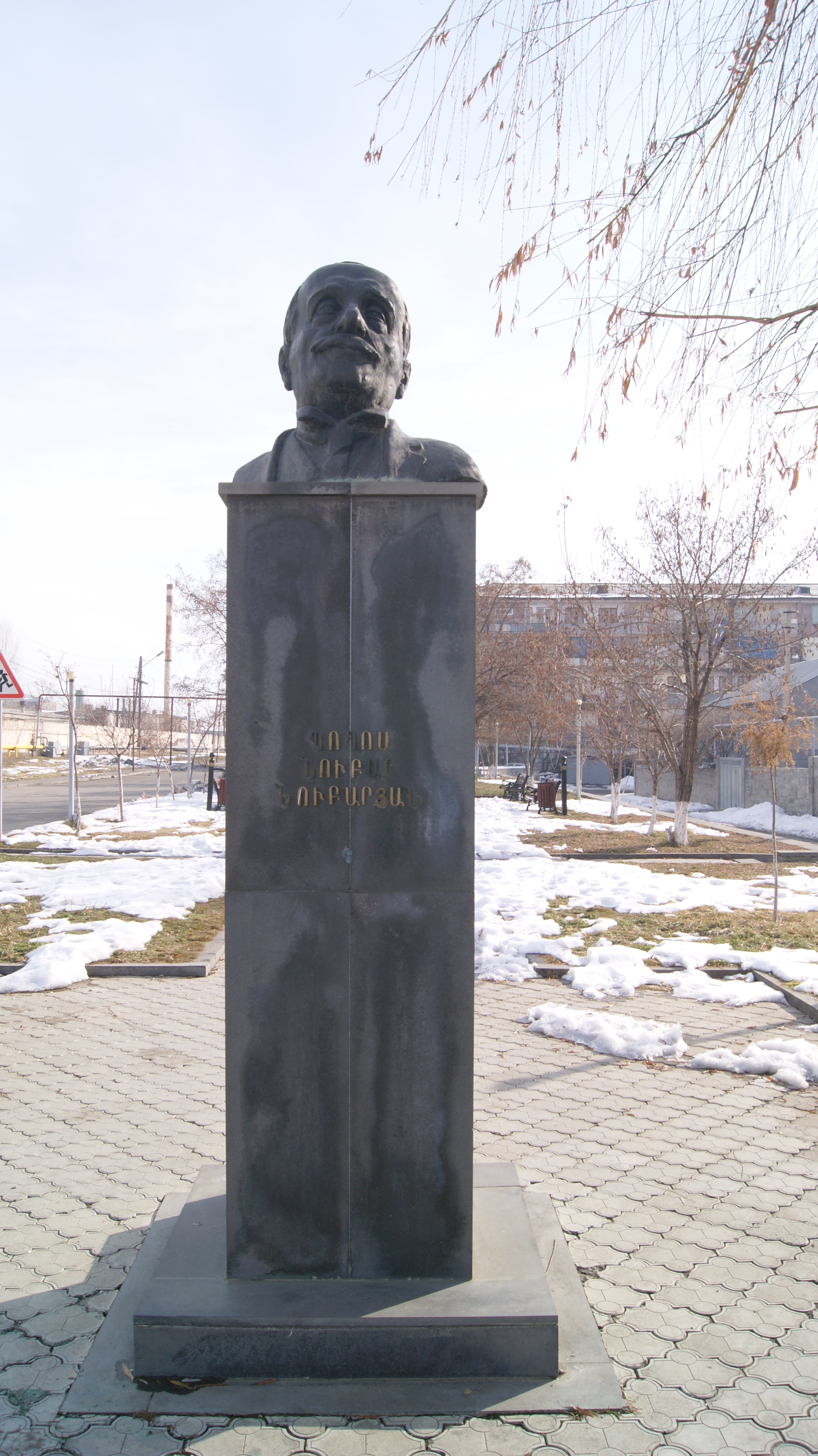

## رئاسته الوزارة الأولى

### حكومته
| الوزير            | الوزارة                                                       |
| ----------------- | ------------------------------------------------------------- |
| راتب باشا         | نظارة الجهادية                                                |
| علي مبارك باشا    | نظارة الأشغال العمومية، نظارة الأوقاف، نظارة المعارف العمومية |
| مستر ريفرس ويلسون | نظارة المالية                                                 |
| مسيو دي بلينير    | نظارة الأشغال العمومية                                        |
| مصطفى رياض باشا   | نظارة الداخلية                                                |
| نوبار باشا        | نظارة الحقانية، نظارة الخارجية                                |

## رئاسته الوزارة الثانية

### حكومته
| الوزير               | الوزارة                                               |
| -------------------- | ----------------------------------------------------- |
| عبد الرحمن رشدي باشا | نظارة الأشغال العمومية، نظارة المعارف العمومية        |
| عبد القادر حلمي باشا | نظارة الحربية والبحرية، نظارة الداخلية                |
| علي غالي باشا        | نظارة الحربية والبحرية                                |
| محمد ثابت باشا       | نظارة الداخلية                                        |
| محمد زكي باشا        | نظارة المالية                                         |
| محمود الفلكي باشا    | نظارة المعارف العمومية                                |
| محمود حمدي باشا      | نظارة الداخلية                                        |
| مصطفى فهمي باشا      | نظارة الحربية والبحرية، نظارة الداخلية، نظارة المالية |
| نوبار باشا           | نظارة الحقانية، نظارة الخارجية، نظارة الداخلية        |

## رئاسته الوزارة الثالثة

### حكومته
| الوزير            | الوزارة                                        |
| ----------------- | ---------------------------------------------- |
| إبراهيم فؤاد باشا | نظارة الحقانية                                 |
| أحمد مظلوم        | نظارة المالية                                  |
| بطرس غالي باشا    | نظارة الخارجية                                 |
| حسين فخري باشا    | نظارة الأشغال العمومية، نظارة المعارف العمومية |
| مصطفى فهمي باشا   | نظارة الحربية والبحرية                         |
| نوبار باشا        | نظارة الداخلية                                 |

## من أهم أعماله

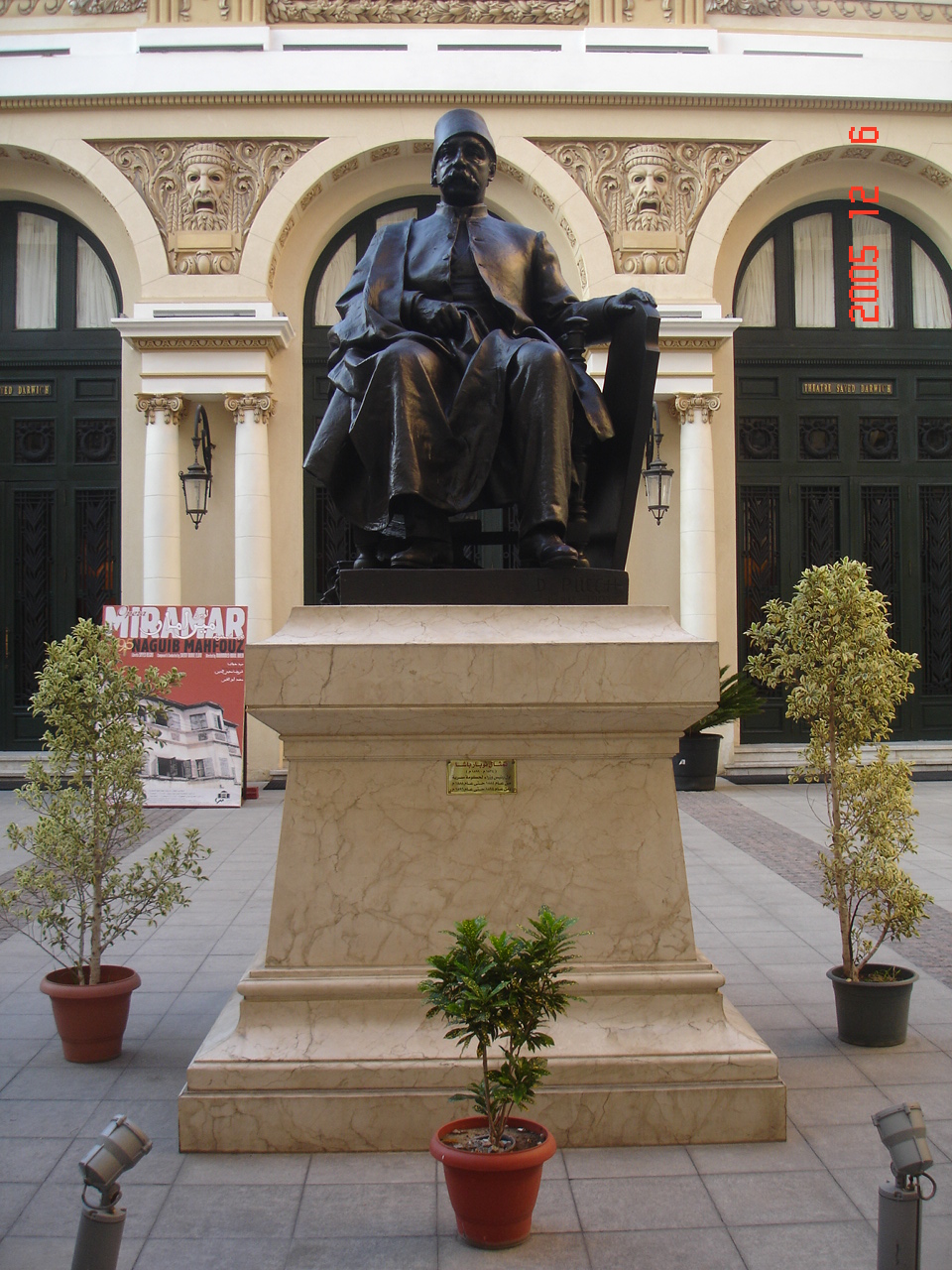
تمثال نوبار باشا في مدخل دار أوبرا الإسكندرية.

- قام في عهد عباس الأول بالمفاوضات مع بريطانيا لتنفيذ عقود خطوط السكك الحديدية، ويرجع إليه الفضل في إنشاء الخط الحديدي الإسكندرية – السويس.
- استطاع أن ينتزع من العثمانيين فرمانات 1866، 1867، 1873 والتي بمقتضاها تم تعديل نظام وراثة العرش فأصبح في أكبر أبناء الوالي، كما استطاع أن يعقد اتفاقية تعطي إسماعيل حق عقد المعاهدات مع الدول الأجنبية، وحق عقد القروض وزيادة عدد الجيش والأسطول.
- كان خلال حكم سعيد وإسماعيل هو المفاوض الرئيسي لتدبير قروضهما العامة والخاصة. كما قام بالمفاوضات لمراجعة توقف شركة قناة السويس، فأبرم عام 1863 مع الفرنسي فرديناند ديليسبس عقد مقاولة حفر قناة السويس.
- قام بالمفاوضات بشأن تشكيل المحاكم المختلطة أسفرت عن إنشائها عام 1876.
- نظراً لاضطراب الأمن في عهده وزيادة عدد الجنايات، شكلت عام 1884 لجنة إدارية للتحقيق مع الأشخاص المتهمين بالسرقة، أو الذين يشكلون خطراً على الأمن العام. كما تشكلت في نفس العام لجنة قومسيون الجنايات في مديريات الوجه البحري ثم بعد ذلك بالوجه القبلي للتحقيق مع العصابات المسلحة، التي تهدف لسرقة المال أو الإخلال بالأمن العام.
- سعى في أوائل عام 1888 إلى تنظيم البوليس وإعادة تبعيته إلى مديري المديريات وإلغاء مركزه الرئيسي بالقاهرة.

## من مساوئ نوبار
- الحصول على عمولات أثناء عقد القروض، مما أدى إلى استبعاده عام 1875 من المفاوضات بين مصر وبريطانيا حول بيع أسهم قناة السويس.
- كان مكروهاً من المصريين، فهو يدين بتعيينه للأجانب، ورأى فيه الفلاحون مؤسس المحاكم المختلطة التي سلبت حقوقهم.
- كبت حرية الصحافة بسبب مناهضتها للاحتلال، فألغيت العديد من الصحف مثل الوطن عام 1884، وتعطيل الأهرام في العام نفسه، وإلغاء جريدة مرآة الشرق (1886)، والزمان في العام نفسه.
- أنعمت عليه ملكة بريطانيا بنيشان النجمة الهندية من الدرجة الأولى في أعقاب استقالته الأخيرة.

## وفاته
- توفي في عام 1899.

## تكريمه
سمى أحد شوارع وسط القاهرة باسمه ومدينة باسمه في محافظة البحيرة باسم النوبارية الجديدة.

## روابط خارجية
- نوبار باشا على موقع الموسوعة البريطانية (الإنجليزية)